# Mare Orientale

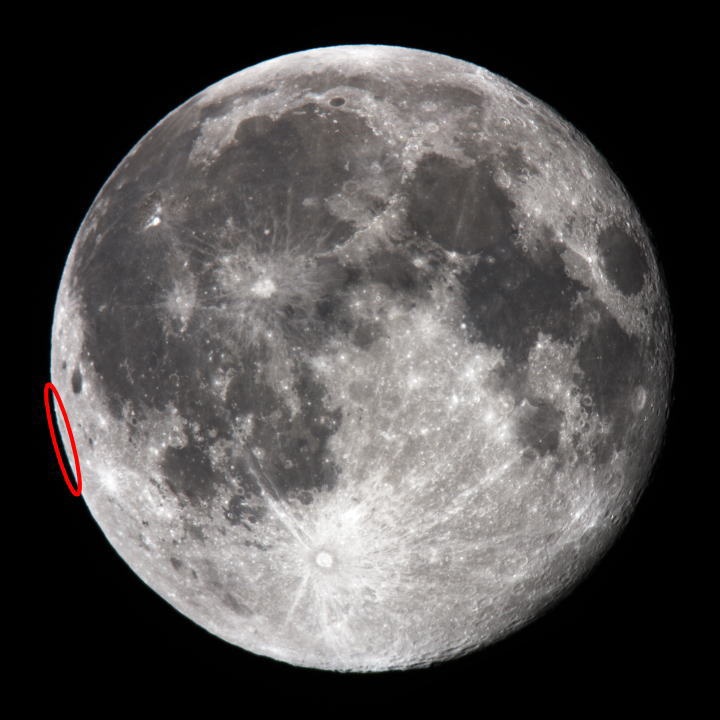
Umístění Mare Orientale.

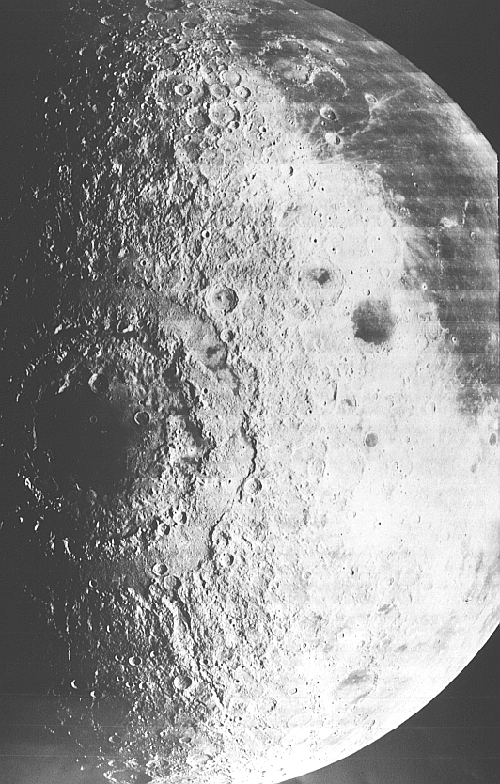
Snímek znázorňující Mare Orientale, který získala v roce 1967 sonda Lunar Orbiter 4.

Mare Orientale (česky Moře východní nebo Východní moře) je měsíční moře a zároveň i nížina. Nachází se rozhraní přivrácené a odvrácené strany Měsíce tak, že je ze Země téměř nepozorovatelné. Z malé části je viditelné jen díky příznivým měsíčním libracím v délce.  Německý astronom Julius Heinrich Franz nazval moře Východním, protože v době jeho objevu se moře nacházelo v oblasti, která byla dle tehdejších zvyklostí považována za východní část Měsíce a tedy toto moře leželo na východě. V roce 1961 rozhodla Mezinárodní astronomická unie, že východ bude určen z pohledu pozorovatelů na Měsíci, tzn. že Slunce pro pozorovatele na měsíčním povrchu bude vycházet na východě. Proto dnes můžeme říci, že Mare Orientale je na západním okraji přivrácené strany Měsíce.
Jeho selenografické souřadnice 19.4° J, 92.8° Z a má průměr 327 km. Jedná se o jednu z nejmladších měsíčních impaktních pánví, která je na rozdíl od jiných moří pokryta lávou pouze zčásti. Proto jsou zde jasně viditelné koncentrické kruhové valy, které vznikly při vzniku pánve. Tyto valy dostaly názvy Montes Rook (Rookovo pohoří, vnitřní val) a Montes Cordillera (pohoří Kordillery, vnější val). Odhaduje se, že pánev Orientale vznikla při střetu s tělesem o průměru přibližně 60 km před asi 3,8 miliardami let. 
Uvnitř moře leží několik kráterů, např. Hohmann a Iljin. Na severním okraji se Rookova pohoří dotýká kráter Maunder, na východním kráter Kopff.